# Aviko

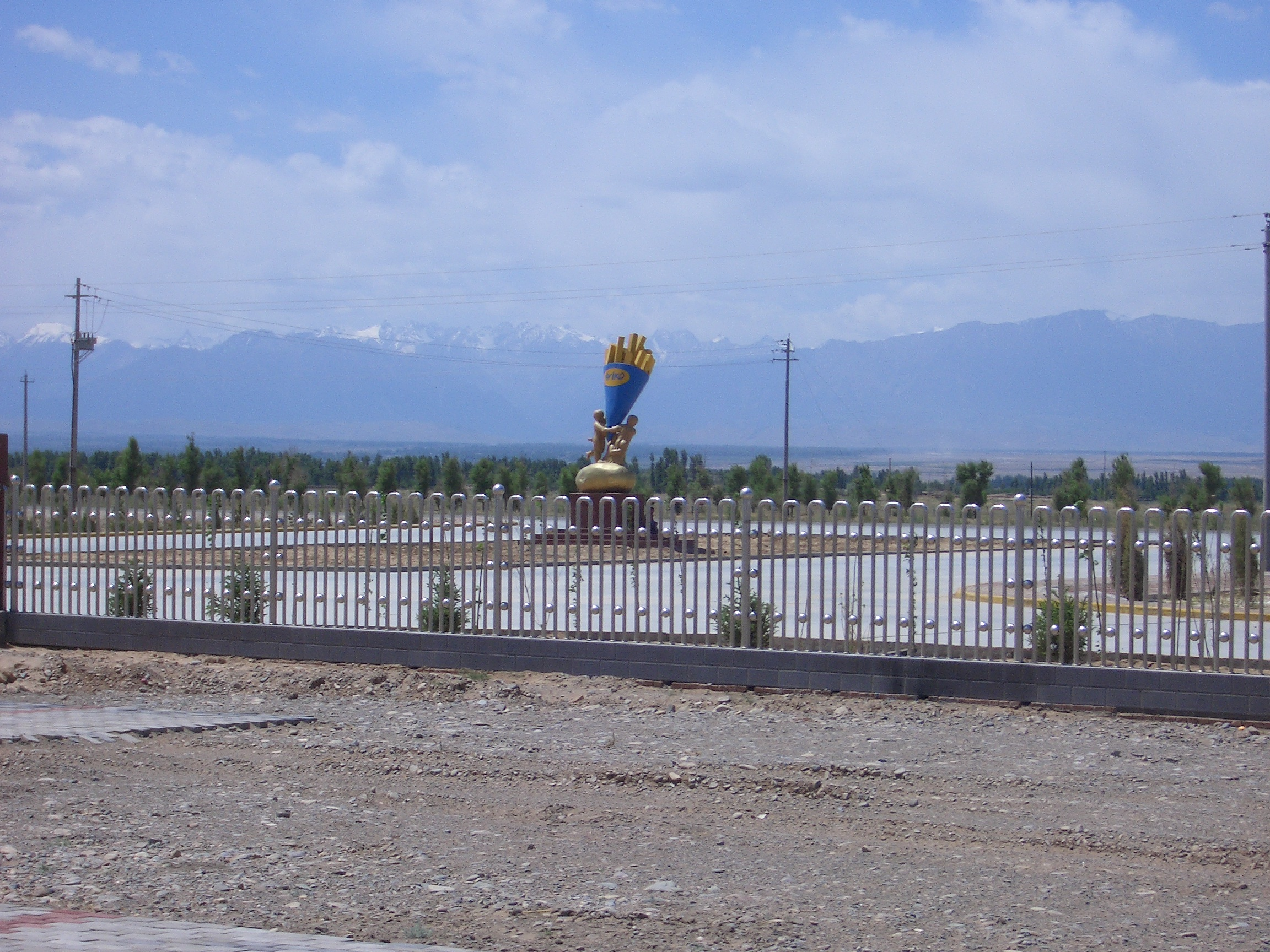
Aviko-Logo vor der Fabrik in China

Aviko ist ein niederländisches Lebensmittelunternehmen mit Hauptsitz im Dorf Steenderen, das zur Gemeinde Bronckhorst in der Provinz Gelderland gehört. Primär werden Kartoffeln zu Pommes frites, Rösti, Kartoffel-Fertiggerichten und Kartoffelflocken verarbeitet. Der Name „Aviko“ ist ein Akronym aus „Aardappel verwerkende industrie Keppel en omstreken“ (Kartoffeln verarbeitende Industrie in Keppel und Umgebung).
Aviko ist mit einem jährlichen Umsatz von etwa 450 Millionen Euro und 1600 Mitarbeitern einer der weltgrößten Kartoffelverarbeiter und der weltweit größte Anbieter gekühlter Kartoffelprodukte.

## Geschichte
Aviko wurde 1962 in Hoog-Keppel gegründet. 1970 wurde der Hauptsitz nach Steenderen verlegt. Seit 2002 ist Aviko vollständig im Besitz der Royal-Cosun-Gruppe. Schon seit 1990 war Royal Cosun, damals unter dem Namen Suiker Unie, mit 30 % am Kapital beteiligt. Die Royal Cosun-Gruppe ist eine Genossenschaft, die sich vornehmlich im Besitz von Landwirten befindet. Das Unternehmen Aviko BV hat 12 Tochtergesellschaften und machte 1999 einen Umsatz von 279 Millionen £. Am 1. Dezember 2010 hat Aviko das Geschäft der Pommes-frites-Kartoffel von Agrico übernommen.
In Deutschland hat Aviko eine Tochtergesellschaft in Rain (Aviko Deutschland GmbH), im nahe gelegenen Oberdolling hat die Aviko B.V. im Jahr 2014 eine Mehrheitsbeteiligung am Dolli-Werk der Familie Amberger übernommen (Marken Dolli, Feldmühle, Helmer; Umsatz 35 Mio. Euro, 220 Mitarbeiter). Anfang 2017 wurde Dolli-Werk vollständig durch Aviko übernommen. Bis zur Einstellung des Betriebs zum 31. Dezember 2018 wurde das Werk durch Bert-Jan Loman als General Manager geleitet.  In Polen ist Aviko an einer kartoffelverarbeitenden Fabrik in Lębork beteiligt und in der Volksrepublik China mehrheitlich an der größten kartoffelverarbeitenden Fabrik Chinas im Kreis Minle in der Provinz Gansu.
Aviko verarbeitet jährlich weit über 1 Mio. Tonnen Kartoffeln. Der wertmäßige Marktanteil von Aviko in den Niederlanden bei tiefgefrorenen Kartoffelprodukten lag im Jahr 2006 bei 48 %.
Im September 2020 wurde eine strategische Partnerschaft mit dem Lebensmittelkonzern Unilever verkündet. In diesem Zuge übernimmt das Unternehmen das Produktionswerk in Stavenhagen, Deutschland.

## Tochtergesellschaften
- Rixona. B.V.: Kartoffelgranulat
- Aviko Precooked Potato Products in Cuijk, Niederlande (EPC B.V.): Kartoffelfrischprodukte
- De Fritesspecialist B.V. in Lomm, Niederlande
- Aviko Deutschland GmbH in Rain
- Duynie B.V. in Alphen a/d Rijn: Verwertung der bei der Kartoffelverarbeitung anfallenden Kartoffelschalen als Viehfutter
- Algen AB (Schweden): Vorgegarte Kartoffelprodukte
- Aviko Potato B.V., Dronten (NL): Einkauf, Logistik und Qualitätsüberwachung für die Fabriken der Aviko-Gruppe[13][14]
- Aviko USA L.L.C., Jamestown (USA)[15]
- Aviko Sp. z o.o, Gdynia (Polen)[16]
- Aviko (UK) Limited,[17]
- Aviko (Gansu) Potato Processing Co. Ltd., Minle (VR China)[18]

## Strategische Allianzen
- Eurofrits, Spanien